# Aphanelytrum procumbens
Aphanelytrum procumbens är en gräsart som beskrevs av Eduard Hackel. Aphanelytrum procumbens ingår i släktet Aphanelytrum och familjen gräs. Inga underarter finns listade i Catalogue of Life.